# حوزه انتخابیه نهم اوهایو

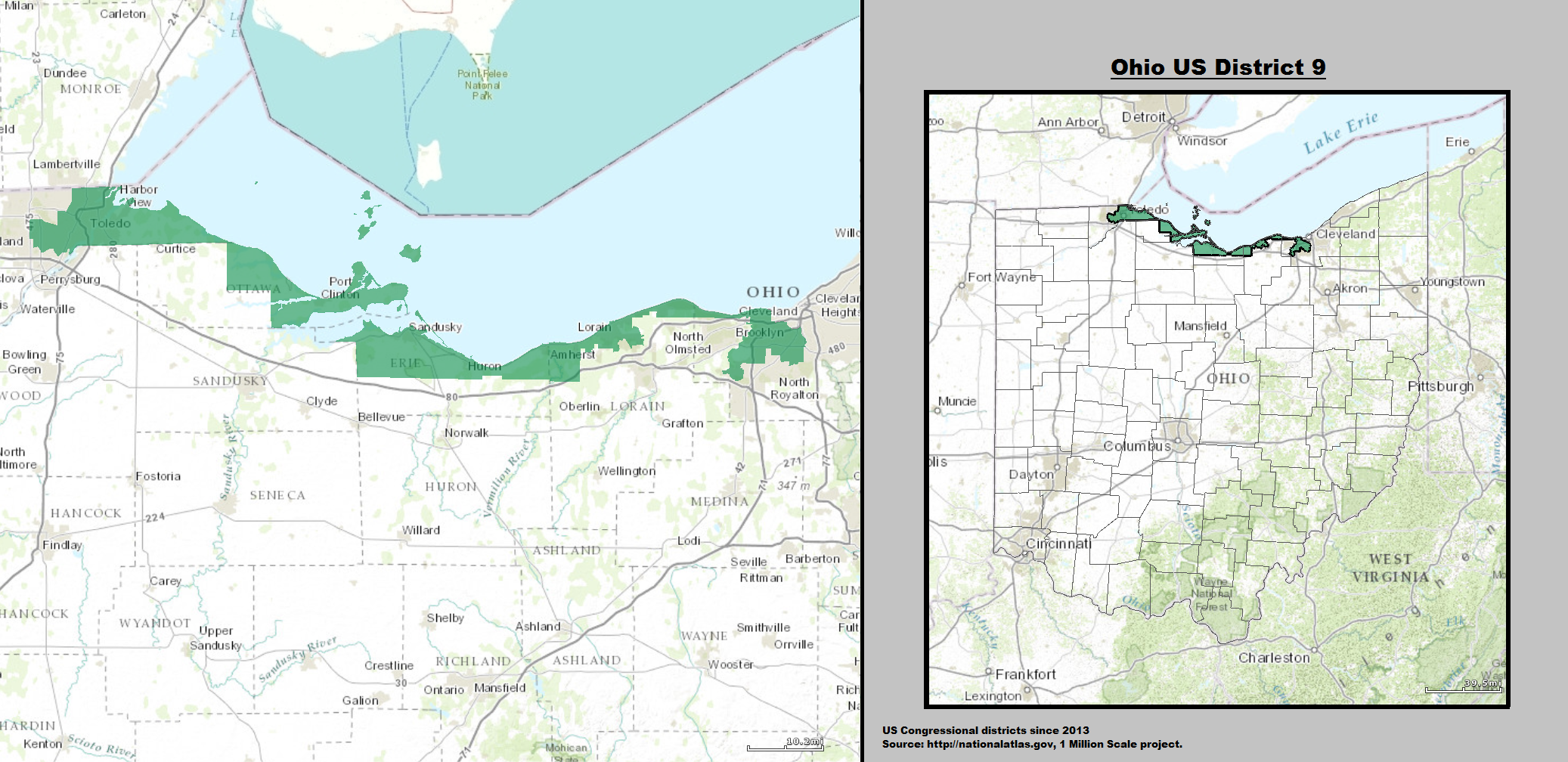
حوزه انتخابیه نهم اوهایو

حوزه انتخابیه نهم اوهایو یک حوزه انتخابیه مجلس نمایندگان آمریکا است که در ایالت اوهایو قرار دارد.